# لانچیا اپسیلون
لانچیا اپسیلون (Lancia Epsilon) خودرویی است که در سال‌های ۱۹۱۱ تا ۱۹۱۲تولید شده‌است.
طراحی آن خودروهای موتور جلو-محور عقب بوده وزن آن در حالت طبیعی ۹۲۰ کیلوگرم (۲٬۰۳۰ پوند) است.
موتور آن ۴۰۸۴ سی‌سی است.